# Phairichneumon orbitalis
Phairichneumon orbitalis är en stekelart som beskrevs av Ian D. Gauld 1984. Phairichneumon orbitalis ingår i släktet Phairichneumon och familjen brokparasitsteklar. Inga underarter finns listade i Catalogue of Life.